# 燃えるロウソクのある静物
『燃えるロウソクのある静物』（もえるロウソクのあるせいぶつ、蘭: Stilleven met brandende kaars、英: Still Life with a Lighted Candle）、または『本とグラス、燃えるロウソクのあるヴァニタスの静物』（ほんとグラス、もえるロウソクのあるヴァニタスのせいぶつ、蘭: Vanitas stilleven met boeken, bril en brandende kaars）は、オランダ絵画黄金時代の画家ピーテル・クラースゾーンが1627年に板上に油彩で制作した絵画である。画面右側の本の上に「PC Ao 1627」という画家の署名と制作年が記されている。作品はレンブラント協会 (オランダの美術館の作品購入を支援する組織) の援助で1961年に購入されて以来、デン・ハーグのマウリッツハイス美術館に所蔵されている。

## 作品
短くなったロウソクの放つ光の作用が事細かに描写されている。真鍮のロウソク立ては炎に照らされ、その様がワイングラスの膨らみに映し出されている。そのグラスはテーブルと本に影を投げかける。抑制された色数は、この時期のクラースゾーンの静物画に特有のものである。ロウソク立ての真鍮、嗅ぎタバコ入れのピューター (しろめ) 、グラスの中のワインなど異なる素材の描写はリアルで、ロウソクの光の反映は見事である。こうした画家の描写力により、何の変哲もない日用品は鑑賞者を魅惑させる。

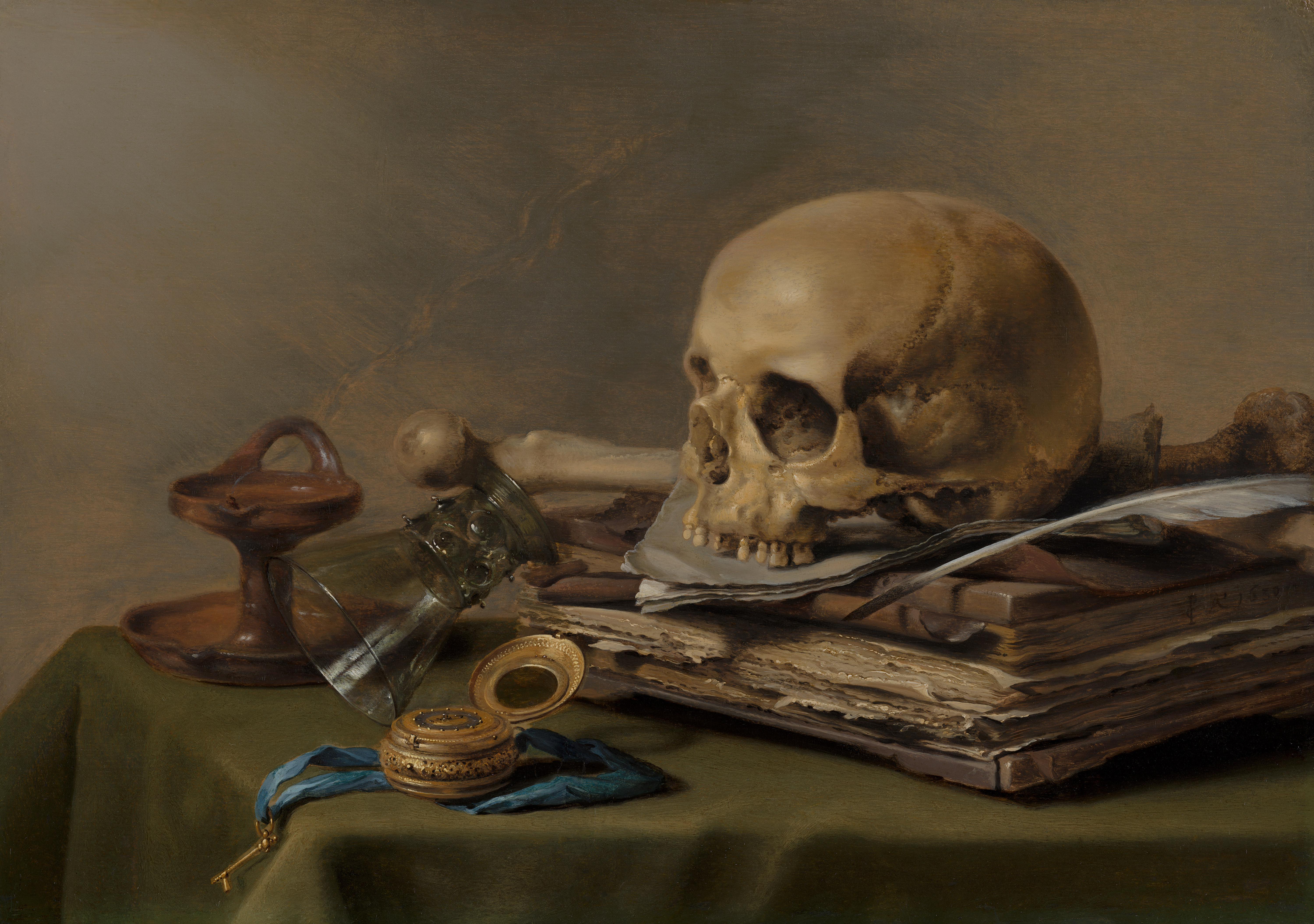
ピーテル・クラースゾーン『ヴァニタスの静物』 (1631年)、マウリッツハイス美術館、デン・ハーグ

本作は様々に解釈されてきた。画面に肯定的な意図を見て、知識の習得を暗い世界を照らす灯火になぞらえているという見方もあった。「フクロウに見る気がなければ、ロウソクも眼鏡も役に立たない」というよく知られた諺に結びつける見方もあった。17世紀に広まったこの諺は、現実と理論の見分けのつかない者がいくら勉学に励んだところで役に立たないことを意味する。
こうした解釈とは別に、この絵画がクラースゾーンの3年後の『ヴァニタスの静物』 (マウリッツハイス美術館、デン・ハーグ) 同様、人生の儚さに関心を向けていることは明らかであろう。眼鏡の置かれた年鑑は、この文脈ではとりわけ重要な意味を持つ。カレンダー、天測歴、教会の祝祭日などその年にまつわる重要事項を満載して毎年出版される年鑑は、年が変われば何の役にも立たない。実際、17世紀に出版された年鑑はほとんど現存しない。永遠を望めば、読書から得られる知識も同じく虚しい。ロウソクがいつか消えるように、知識も消え失せる。